# HMS Hotspur (1936)
HMS Hotspur, później Trujillo i Duarte – brytyjski niszczyciel z okresu II wojny światowej, należący do typu H, służący po wojnie w marynarce Dominikany. W brytyjskiej służbie nosił numer burtowy H01. Został wodowany i wcielony do służby w Royal Navy w 1936 roku. Podczas wojny odznaczył się w kampanii norweskiej, następnie walczył na Morzu Śródziemnym i Oceanie Indyjskim, a od 1944 roku służył jako niszczyciel eskortowy na Atlantyku. W 1948 roku został sprzedany Dominikanie, w której marynarce służył pod nazwą „Trujillo”, a od 1962 roku „Duarte”, do wycofania w 1972 roku (numer burtowy D-101).

## Budowa
„Hotspur” powstał w ramach programu rozbudowy floty na rok 1934 jako jedna z jednostek typu H, kolejnego w długiej linii rozwojowej brytyjskich okrętów tej klasy, zbiorczo określanych mianem typów A – I. Budowę zamówiono 13 grudnia 1934 roku w szkockiej stoczni Scotts (Scotts′ Shipbuilding and Engineering Company Ltd) w Greenock równocześnie z budowanym tam bliźniaczym niszczycielem „Hostile”.
Stępkę pod budowę niszczyciela położono 27 lutego 1935 roku (wraz z niszczycielem „Hostile”), a wodowano go 23 marca 1936 roku. Okręt ukończono 29 grudnia 1936 roku. Był czwartym okrętem Royal Navy noszącym nazwę „Hotspur”. Cena kontraktowa niszczyciela bez uzbrojenia i wyposażenia wojskowego wyniosła 253 047 funtów. Otrzymał numer burtowy (pennant number) H01 (w 1948 roku zmieniony na D101).

## Opis konstrukcji

### Skrócony opis ogólny
„Hotspur” odpowiadał konstrukcją niszczycielom typu H. Miał charakterystyczną dla niszczycieli z okresu przed II wojną światową konstrukcję kadłuba, z podniesionym pokładem dziobowym z uskokiem na wysokości masztu przedniego, dwoma kominami i pojedynczymi działami artylerii głównej umieszczonymi w superpozycji na dziobie i rufie. Wyróżniał się od pozostałych tym, że w jego konstrukcji na większą skalę użyto spawania. Ponadto, „Hotspur” (wraz z „Hero”) był przystosowany do pełnienia roli okrętu flagowego dywizjonu.
Wyporność standardowa wynosiła 1340 ton angielskich (ts), a pełna 1859 ts. Okręt miał długość całkowitą 98,5 m, szerokość maksymalną 10,1 m oraz zanurzenie 3,4–3,8 m. Napęd stanowiły dwie turbiny parowe systemu Parsonsa z przekładniami o łącznej mocy 34 000 shp, pozwalającej na osiąganie prędkości projektowej 36 węzłów. Faktycznie prędkość wahała się od 31,5 do 35,5 węzła w zależności od obciążenia. Parę do turbin dostarczały trzy kotły typu Admiralicji. Spaliny były odprowadzane przez dwa kominy. Zasięg wynosił 5530 mil morskich przy prędkości ekonomicznej 15 węzłów, a zapas paliwa 470 ton.
Etatowa załoga niszczyciela po wejściu do służby wynosiła 145 oficerów i marynarzy.

### Uzbrojenie
Główne uzbrojenie artyleryjskie okrętu stanowiły cztery działa QF 4,7 inch Mark IX kalibru 120 mm, rozmieszczone po dwa na dziobie i rufie, w superpozycji. Do obrony przeciwlotniczej służyły dwa poczwórnie sprzężone wielkokalibrowe karabiny maszynowe Vickers Mk I kalibru 12,7 mm. Uzupełniały je cztery karabiny maszynowe Lewis kalibru 7,7 mm i jeden km Vickers kalibru 7,7 mm.
Niszczyciel posiadał dwie poczwórne wyrzutnie torpedowe kal. 533 mm. Dla zwalczania okrętów podwodnych przewidziano dwa miotacze i jedną zrzutnię bomb głębinowych na rufie, z zapasem 20 bomb.

### Modyfikacje uzbrojenia i wyposażenia
Latem 1940 roku, podobnie jak na innych brytyjskich niszczycielach, zamieniono na nim drugi poczwórny aparat torpedowy na działo przeciwlotnicze kalibru 76 mm. W 1941 roku dodano dwa przeciwlotnicze działka automatyczne 20 mm Oerlikon na skrzydłach mostka i zamontowano radar typu 286 na maszcie oraz radionamiernik MF/DF.
W 1943 roku przebudowano okręt na niszczyciel eskortowy, demontując dwa skrajne działa artylerii głównej (z pozycji A i Y) i montując zamiast działa dziobowego wyrzutnię rakietowych bomb głębinowych Hedgehog, a na rufie cztery miotacze i dwie zrzutnie z zapasem 50–70 bomb głębinowych. W zakresie uzbrojenia przeciwlotniczego zdemontowano mało skuteczną armatę 76 mm, a dwa poczwórne wkm-y na śródokręciu wymieniono na pojedyncze działka 20 mm Oerlikon. Według innych informacji, liczba działek 20 mm sięgnęła sześciu. Radar dozoru ogólnego na maszcie zamieniono na typ 290 i dodano radar dozoru nawodnego  typu 271 na nadbudówce dziobowej zamiast dalocelownika, a także radionamiernik HF/DF. W 1944 roku wyrzutnię Hedgehog z powrotem zamieniono na działo 120 mm na pozycji A.

## Służba

### Przed wybuchem II wojny światowej
Po wejściu do służby, „Hotspur” został przydzielony do 2. Flotylli Niszczycieli (2nd Destroyer Flotilla) grupującej niszczyciele tego typu i skierowany na Morze Śródziemne. Między sierpniem a wrześniem 1937 roku i lipcem a sierpniem 1938 roku odbywał patrole u wybrzeży ogarniętej wojną domową Hiszpanii, zgodnie z polityką nieinterwencji. Między grudnie 1937 a styczniem 1938 roku był remontowany w Gibraltarze. W sierpniu 1939 roku został skierowany na remont do Sheerness w Wielkiej Brytanii, który został jednak przerwany z uwagi na sytuację międzynarodową i 26 sierpnia „Hotspur” wypłynął ponownie w kierunku Gibraltaru.

### Początek II wojny światowej
6 września 1939 roku „Hotspur” przebywał do Gibraltaru, po czym został skierowany do Freetown, gdzie dołączył do okrętów 2. Flotylli patrolujących na południowym Atlantyku w poszukiwaniu niemieckich rajderów i łamaczy blokady. Od 22 października 1939 roku stacjonował w Indiach Zachodnich, eskortując konwoje i patrolując. 18 stycznia 1940 roku powrócił na remont do Sheerness, trwający do marca. Po jego zakończeniu i odbyciu prób morskich niszczyciel został przydzielony do Home Fleet i przebazowany do Scapa Flow, wchodząc ponownie w skład 2. Flotylli. Jego dowódcą był wówczas komandor podporucznik (Lieutenant Commander) Hebert Francis Hope Layman.

### Narwik
6 kwietnia 1940 roku 2. Flotylla z HMS „Hotspur” wyszła z bazy jako eskorta sił mających za zadanie postawienie 7 kwietnia min na trasach przewozu rudy żelaza z portów norweskich do III Rzeszy (operacja Wilfred/R4). Operacja ta zbiegła się z niemiecką inwazją na Norwegię. 9 kwietnia rabo niszczyciel towarzyszył krążownikowi liniowemu „Renown” w pierwszej fazie jego starcia z niemieckimi pancernikami „Scharnhorst” i „Gneisenau”, po czym w dzień 2. Flotylla w składzie pięciu niszczycieli została wysłana na rozpoznanie do fiordu Vest. Już poprzedniego dnia wpłynął tam zespół dziesięciu niemieckich niszczycieli z desantem na pokładach w celu zajęcia Narwiku, leżącego nad znajdującym się w głębi fiordem Ofot.
Dowódca 2. Flotylli komandor Bernard Warburton-Lee postanowił zaatakować niemieckie okręty, po czym o świcie 10 kwietnia niszczyciele brytyjskie wpłynęły do fiordu Ofot, na skutek czego doszło do pierwszej bitwy pod Narwikiem. „Hotspur” i „Hostile” zostały wysłane do ubezpieczenia od strony Herjangsfjordu, a pozostałe trzy niszczyciele korzystając z zaskoczenia zaatakowały niemieckie niszczyciele w Narwiku artylerią i torpedami, topiąc od razu dwa z nich. Po dołączeniu, „Hotspur” zatopił torpedami dwa statki w zajętym przez Niemców porcie (norweski „Saphir” i brytyjski „Blythmoor”, na którym zginęło sześciu marynarzy). Podczas odwrotu brytyjskich niszczycieli zostały jednak zaatakowane przez niezauważone wcześniej niszczyciele niemieckie, odcinające im drogę odwrotu, które zatopiły flagowy „Hardy” i „Hunter”. „Hotspur” został uszkodzony siedmioma pociskami, które m.in. uszkodziły kocioł nr 2, pozbawiły okręt na pewien czas energii elektrycznej i spowodowały nabieranie wody. Pocisk wybuchł też na stanowisku dowodzenia, a łącznie zginęło 14 członków załogi i rannych zostało 13, z tego trzech zmarło. Pozbawiony sterowności „Hotspur” zderzył się i sczepił z „Hunterem”, lecz zdołał się od niego oderwać, i osłaniany przez pozostałe dwa niszczyciele, zdołał się wycofać z fiordu. Po prowizorycznych naprawach w Skelfjordzie na Lofotach, przeszedł 19 kwietnia do Chatham i od 2 maja do 16 lipca był tam remontowany.

### Morze Śródziemne 1940–1942
Niszczyciel przydzielono następnie do 13. Flotylli Niszczycieli w składzie Zespołu H (Force H) z Gibraltaru. 24 lipca „Hotspur” wyszedł do Gibraltaru, eskortując lotniskowiec „Argus”, po czym od 30 lipca brał udział w operacji Hurry – dostarczenia samolotów przez „Argusa” lotem na Maltę. Po dostarczeniu samolotów, 2 sierpnia osłaniał lotniskowiec „Ark Royal” wykonujący uderzenie na włoskie miasto Cagliari. Od 30 sierpnia osłaniał na Morzu Śródziemnym przebazowanie pancernika „Valiant”, lotniskowca „Illustrious” i dwóch krążowników do Aleksandrii (operacja Hats), powracając 3 września do Gibraltaru.
18 października „Hotspur”, będąc w zespole z niszczycielami „Gallant” i „Griffin”, staranował i zatopił włoski okręt podwodny „Lafole” na północ od Melilli, lecz sam odniósł przy tym znaczne uszkodzenia dziobu. Był remontowany prowizorycznie w Gibraltarze między 20 października a 22 listopada, po czym udał się na Maltę na dalszy remont, eskortując po drodze konwój na Maltę (operacja Collar) i uczestnicząc w bitwie koło przylądka Spartivento 27 listopada. Remont na Malcie trwał od 29 listopada do 20 lutego 1941 roku.
Po remoncie „Hotspur” został przydzielony ponownie do 2. Flotylli Niszczycieli, działającej na wschodnim Morzu Śródziemnym w składzie Floty Śródziemnomorskiej z Aleksandrii. 17 marca 1941 roku wziął udział w bitwie pod Matapanem. 24 kwietnia brał udział w ewakuacji żołnierzy brytyjskich z Nauplionu, wraz z krążownikiem „Calcutta” i niszczycielami „Diamond” i „Isis”. 6 maja brał udział w osłonie przebazowania na wschodnie Morze Śródziemne pancernika „Queen Elizabeth” z krążownikami (operacja Tiger), a 7 maja został odłączony dla osłony krążownika „Ajax”  w celu bombardowania Bengazi (z niszczycielami „Imperial” i „Havock”). Od 20 maja uczestniczył w bitwie o Kretę, poszukując na próżno spodziewanych niemieckich konwojów inwazyjnych, po czym 28 maja brał udział w ewakuacji 4000 żołnierzy z Heraklionu, w składzie Zespołu B. 29 maja dobił dwoma torpedami niszczyciel „Imperial” pozbawiony sterowności po ataku lotniczym koło Krety. 31 maja brał udział w ewakuacji wojska ze Sfakii, odpierając podczas rejsów ataki lotnictwa.
W czerwcu 1941 roku został skierowany do wsparcia zajęcia francuskiej Syrii (operacja Exporter). 9 czerwca uczestniczył w starciu z francuskimi wielkimi niszczycielami „Guepard” i „Valmy”, które uszkodziły wcześniej niszczyciel „Janus” – podejmując walkę wraz z niszczycielem „Isis” przyczynił się do odwrotu Francuzów. Między lipcem a listopadem 1941 roku „Hotspur” był używany do niebezpiecznych rejsów w celu zaopatrywania oblężonego Tobruku. 24 listopada osłaniał brytyjskie siły główne pancerników, które wyszły w celu ataku na włoskie konwoje, po czym następnego dnia uczestniczył w ratowaniu rozbitków ze storpedowanego pancernika „Barham”. 29 listopada był atakowany przez dwa samoloty torpedowe, lecz bezskutecznie. Eskortował tego dnia krążownik „Naiad” bombardujący Dernę. 23 grudnia „Hotspur” i „Hasty”, eskortując konwój AT.5, wykryły i zatopiły niemiecki okręt podwodny U-79, z którego uratowano 44 rozbitków. W styczniu 1942 roku niszczyciel osłaniał konwój na Maltę MF.3.

### Ocean Indyjski i Morze Śródziemne 1942
W lutym 1942 roku „Hotspur” został przeniesiony do Floty Wschodniej (Eastern Fleet), wciąż będąc w składzie 2. Flotylli, i 23 lutego przeszedł na Cejlon. Działał na Oceanie Indyjskim osłaniając główne siły floty, w składzie Zespołu A (Force A). 1 kwietnia 1942 roku wraz z głównymi siłami opuścił Cejlon, przez japońskim rajdem na Ocean Indyjski. W czerwcu jednak powrócił na Morze Śródziemne dla uczestnictwa w dużej operacji konwojowej Vigorous na Maltę, między 12 do 15 czerwca. Operacja nie powiodła się, a w jej toku „Hotspur” walczył z lotnictwem i 15 czerwca dobił torpedą bliźniaczy niszczyciel „Hasty”, uszkodzony przez kutry torpedowe. W lipcu ponownie został skierowany w skład Floty Wschodniej do Adenu. Operował następnie na Oceanie Indyjskim patrolując i osłaniając główne siły.

### Atlantyk 1944–1945 – służba eskortowa
W styczniu 1943 roku „Hotspur” został przebazowany na południowy Atlantyk, służąc do celów eskortowych, po czym zdecydowano poddać go konwersji na niszczyciel eskortowy. 27 lutego powrócił do Plymouth w Wielkiej Brytanii, po czym od 1 marca do końca maja był remontowany i modernizowany w Sheerness, otrzymując m.in. miotacz rakietowych bomb głębinowych Hedgehog oraz nowy komplet radarów. W lipcu został włączony do 4. Grupy Eskortowej (4th Escort Group) w Greenock, po czym  eskortował konwoje na północnym Atlantyku w ramach Dowództwa Podejść Zachodnich (Western Approaches Command). Między innymi, 27 września 1943 roku walczył w osłonie konwoju ONS.19 przed atakami okrętów podwodnych. W czerwcu 1944 roku został przeniesiony do 14. Grupy Eskortowej bazującej w Plymouth. 6 czerwca patrolował na południowo-zachodnich podejściach do kanału La Manche w celu osłony przed okrętami podwodnymi sił lądujących w Normandii. 18 czerwca brał udział w zatopieniu U-767. Między lipcem a październikiem kontynuował służbę eskortową na Atlantyku w składzie 14. Grupy.
31 października 1944 roku „Hotspur” został skierowany do remontu w stoczni Vickers w Barrow, trwającego do 9 marca 1945 roku. Ponownie zamontowano wówczas trzecie działo na dziobie zamiast wyrzutni Hedgehog. Po remoncie służył w osłonie konwojów przybrzeżnych na Morzu Irlandzkim, a w maju został przeniesiony do Sił Eskortowych Rosyth i do sierpnia patrolował na Morzu Północnym.
Po zakończeniu wojny w Europie, w sierpniu 1945 roku „Hotspur” został przeniesiony do Eskadry Szkolnej (Training Squadron) w Londonderry i służył do szkolenia do czerwca 1946 roku. Następnie do lutego 1947 roku działał w ramach 4 Grupy Eskortowej. W lutym–marcu 1947 roku był remontowany w Portsmouth. Następnie między czerwcem 1947 a lutym 1948 roku wchodził w skład 3 Flotylli Szkolnej w Portlandzie. W tym czasie w listopadzie 1947 roku zdecydowano o złomowaniu okrętu i 20 stycznia 1948 roku wycofano go do rezerwy kategorii C. W czerwcu tego roku wycofano go jednak z rezerwy, po czym okręt pozostał odstawiony w Portsmouth.

### Służba w Dominikanie
23 listopada 1948 roku, po wcześniejszych negocjacjach, okręt został sprzedany Dominikanie i wszedł do służby przemianowany na „Trujillo”. Otrzymał numer burtowy D-101. Cena za dwa okręty wraz ze zbliżonym „Fame” wynosiła 190 tys. funtów plus po 40 tys. funtów za każdy za remont, a także 39 tys. funtów za zapasy amunicji i 28 tys. funtów za inne zapasy. Po wygnaniu prezydenta Héctora Trujillo, w 1962 roku okręt przemianowano na „Duarte”. Został wycofany w 1972 roku.
Uzbrojenie w służbie dominikańskiej składało się nadal z trzech dział kalibru 120 mm, sześciu działek 20 mm, czterech wyrzutni torped 533 mm i czterech miotaczy bomb głębinowych.